# Pau Guardans i Cambó
Pau Guardans i Cambó   (Barcelona, 20 d'octubre de 1965) és un empresari català i exdirector general d'Indústria d'Espanya, membre del cos consular de Corea del Sud i del Vietnam, Vicepresident del Cercle de Economia desde el 2025 i fundador de la cadena hotelera Único Hotels. És fill d'Helena Cambó i de Ramon Guardans, i net de Francesc Cambó. És germà, entre d'altres, de l'expolític Ignasi Guardans, del poeta Jordi Guardans, de la filòsofa Teresa Guardans i de l'advocat i editor Francesc Guardans.
És Llicenciat en Econòmiques. Va iniciar la seva carrera professional a la divisió d'auditoria de Arthur Andersen i ha exercit diversos llocs de responsabilitat en companyies nacionals i multinacionals com el Grup Mecalux o Wilson Sporting Goods. El 1996 va ser nomenat director general d'Indústria pel llavors Ministre d'Indústria i Energia de Josep Piqué (durant el primer govern de José María Aznar. El 1998 va reprendre la seva activitat en el sector privat com a director general de Desenvolupament Corporatiu de Acciona i va exercir càrrecs de responsabilitat en consells d'administració d'empreses com Talgo, Grup Rayet o Quabit Immobiliària, entre d'altres.
Pau Guardans és Vicepresident del Cercle d'Economia desde 2025 i forma part del consell d'administració de Fundació Èxit o el Institut Cambó. Al març de 2013, va ser nomenat Cònsol Honorari de Corea del Sud a Barcelona, càrrec que va exercir fins a 2018. En 2019 va ser nomenat Cònsol Honorari de la República del Vietnam a Barcelona. Entre 2018 i 2020 va assumir el càrrec de President de Barcelona Global.